# Cantón de Mulhouse-Este
El cantón de Mulhouse-Este era una división administrativa francesa, que estaba situada en el departamento de Alto Rin y la región de Alsacia.

## Composición
El cantón estaba formado por la fracción este de la comuna que le daba su nombre:
- Mulhouse (fracción este)

## Supresión del cantón de Mulhouse-Este
En aplicación del Decreto n.º 2014-207 de 21 de febrero de 2014, el cantón de Mulhouse-Este fue suprimido el 22 de marzo de 2015 y su fracción de comuna se unió con las demás fracciones para que, por medio de una reestructuración cantonal, fueran creados los nuevos cantones de Mulhouse-1, Mulhouse-2 y Mulhouse-3.